# Stegolepis
Stegolepis é um género botânico pertencente à família Rapateaceae.